# Abd-ad-Dar (nom)
Abd-ad-Dar (àrab: عبد الدار, ʿAbd ad-Dār) és un nom masculí teòfor àrab d'època preislàmica que literalment significa ‘Servidor de la Casa’, en referència a la Dar an-Nàdwa o ‘Casa de la Reunió’ de la Meca, una mena de consell de la ciutat d'època preislàmica. Si bé Abd-ad-Dar és la transcripció normativa en català del nom en àrab clàssic, també se'l pot trobar transcrit d'altres maneres, normalment per influència de la pronunciació dialectal o seguint altres criteris de transliteració.